# Егліт Август Петрович
Август Петрович Егліт (латис. Augusts Eglītis, 1896, місцевість Мазстрауп Вольмарського повіту Ліфляндської губернії, тепер Латвія — 10 жовтня 1966, місто Рига, тепер Латвія) — радянський діяч органів державної безпеки, міністр внутрішніх справ Латвійської РСР, генерал-майор. Депутат Верховної Ради СРСР 2-го скликання.

## Життєпис
Народився в родині наймита. У 1909 році закінчив три класи сільської школи місцевості Зегевольд Ризького повіту.
У травні 1909 — серпні 1915 року — сільськогосподарський робітник у маєтку князя Кропоткіна в Зегевольді Ризького повіту.
Член РСДРП(б) з жовтня 1914 року.
У серпні 1915 — травні 1916 року — рядовий запасного електротехнічного батальйону російської імператорської армії в Петрограді.
У травні 1916 — жовтні 1917 року — рядовий 1-го артилерійського дивізіону 1-ї запасної важкої артилерійської бригади російської армії в Царському Селі.
У жовтні 1917 — січні 1918 року — начальник зв'язку 2-го робітничого червоногвардійського Петроградського загону в Пулковому та Царському Селі.
У січні 1918 — квітні 1919 року — начальник зв'язку 1-го латиського загону РСЧА Східного фронту.
У квітні 1919 — квітні 1920 року — військовий комісар окремого артилерійського дивізіону РСЧА Південно-Східного фронту.
У квітні 1920 — липні 1921 року — помічник коменданта Особливого віділу ВЧК 11-ї армії в місті Баку.
У липні 1921 — червні 1922 року — комендант Особливого віділу ВЧК 1-го кавалерійського корпусу в місті Баку.
У червні 1922 — березні 1923 року — черговий комендант Закавказької і Грузинської ЧК в місті Тифлісі.
У березні 1923 — вересні 1927 року — комендант, заступник начальника фельд'єгерського відділу Закавказької і Грузинської ЧК (ДПУ) в місті Тифлісі.
У 1927 році закінчив робітничий факультет при Тифліському політехнічному інституті.
У вересні 1927 — вересні 1930 року — слухач Військово-політичної академії імені Толмачова в Ленінграді.
У вересні 1930 — грудні 1931 року — співробітник Особливого віділу ОДПУ 21-ї дивізії РСЧА в місті Новосибірську.
У грудні 1931 — серпні 1933 року — начальник політичної частини управління міліції Повноважного представництва ОДПУ Західно-Сибірського краю.
У серпні 1933 — вересні 1934 року — начальник політичного відділу управління робітничо-селянської міліції Повноважного представництва ОДПУ (УНКВС) Західної області в Смоленську.
У вересні 1934 — липні 1937 року — начальник політичного відділу управління робітничо-селянської міліції УНКВС Саратовської області.
У липні 1937 — березні 1940 року — начальник дорожнього відділу залізничної міліції, заступник начальника управління робітничо-селянської міліції УНКВС Саратовської області.
У березні — липні 1940 року — заступник начальника дорожнього відділу залізничної міліції Горьковської залізниці.
У серпні 1940 — липні 1941 року — начальник дорожнього відділу залізничної міліції Латвійської залізниці в Ризі.
У липні 1941 — лютому 1943 року — заступник начальника дорожнього відділу залізничної міліції Горьковської залізниці в місті Горький.
У лютому 1943 — березні 1944 року — начальник дорожнього відділу залізничної міліції Амурської залізниці в місті Свободний.
24 березня 1944 — 25 січня 1951 року — народний комісар (з 1946 року — міністр) внутрішніх справ Латвійської РСР.
23 лютого 1951 року звільнений в запас через хворобу. З лютого 1951 року — персональний пенсіонер у місті Ризі.
Помер 10 жовтня 1966 року. Похований в Ризі.

## Звання
- старший лейтенант міліції (2.12.1936)
- капітан міліції (25.07.1937)
- підполковник міліції (11.02.1943)
- полковник міліції (30.04.1943)
- комісар державної безпеки (3.04.1944)
- генерал-майор (9.07.1945)

## Нагороди
- орден Леніна (12.05.1945)
- орден Вітчизняної війни І ст. (31.05.1945)
- чотири ордени Червоного Прапора (3.11.1944, 31.05.1945, 24.08.1949, 30.01.1951)
- орден Трудового Червоного Прапора (20.07.1950)
- орден «Знак Пошани» (20.09.1943)
- три медалі
- знак «Заслужений працівник НКВС» (12.05.1943)